# Rössing (Nordstemmen)
Rössing, früher auch Rössingen, ist ein Dorf in der Gemeinde Nordstemmen im niedersächsischen Landkreis Hildesheim. Der Ort ist die zweitgrößte von zehn Ortschaften, die zur Gemeinde Nordstemmen gehören.

## Geschichte
In der Gegend um Rössing gab es in der Jungsteinzeit eine Besiedlung durch die Kulturgruppe der Bandkeramiker. In den 1980er Jahren erfolgte in einem Kiesabbaugebiet in Ortsnähe die Ausgrabung der Bandkeramischen Siedlung Rössing durch das Institut für Denkmalpflege aus Hannover. Dabei wurde ein intensiv besiedeltes Areal aus der Zeit um 4500 v. Chr. freigelegt.
Die erste urkundliche Erwähnung des Ortes erfolgte zwischen 822 und 877. Die Familie von Rössing hatte hier, 1132 erstmals urkundlich erwähnt, ihren Rittersitz. Noch heute bewohnt die Familie von Rössing das Rössinger Schloss. Es ist ein zweiflügeliger Fachwerkbau mit Stilmerkmalen der Weserrenaissance auf einer Insel im Park, umgeben von einem breiten Wassergraben. Der Herrensitz wurde um 1579/89 errichtet, nachdem der Welfenherzog Wilhelm d. Ä. 1431 die ursprüngliche Burganlage hatte schleifen lassen.
Die Geschichte Rössings war geprägt von seiner Lage am westlichen Rande des Bistums Hildesheim. Auf der Grenze an der Leine saßen die welfischen Herzöge auf der Feste Calenberg und versuchten ständig, ihren Machtbereich nach Osten hin auszudehnen. Als nach der Hildesheimer Stiftsfehde (1519–23) das Große Stift zerschlagen wurde, fiel Rössing an Calenberg, wo es auch nach der Restitution 1643 verblieb. Herzog Erich I. gelang es 1537/38, die Hälfte Rössings in Besitz zu nehmen. Nun war ihm die Hälfte der Rössinger Bauern zehnt- und dienstpflichtig. Die andere Hälfte unterstand mit „allen Diensten und Pflichten“ dem „adeligen Patrimonialgericht“ der Herren von Rössing, das erst um 1820 aufgehoben wurde.
Der Ort Rössing war des Öfteren von mittelalterlichen Fehden betroffen. 1486 brannten Söldner der Stadt Hildesheim das Dorf nieder. Die Hildesheimer Stiftsfehde, der Dreißigjährige Krieg mit den Kämpfen um die Feste Calenberg führten zu Schäden in der Gegend.
Die Reiterschlacht, das „Gefecht bei dem Dorfe Rössingen“ am 22. Juli 1626 richteten weitere Schäden an.
1808 legte ein großer Brand halb Rössing in Schutt und Asche. Die Franzosenzeit Anfang des 19. Jahrhunderts brachte der Bevölkerung Hunger und Not.
Ab ca. 1840 verhalf die Aufhebung der Zehnt- und Dienstpflicht den Bauern zu Landbesitz. 1853 wurde die Eisenbahnstrecke Hannover–Alfeld eröffnet und 1866 wurde das Königreich Hannover von Preußen annektiert. Das Ende des Zweiten Weltkrieges brachte durch die Aufnahme der vielen Heimatvertriebenen eine Verdoppelung der Einwohnerzahl, die gegenwärtig ca. 1900 beträgt. Die Zahl der Landwirte ist auf einige wenige gesunken.
Im Zuge der Gebietsreform in Niedersachsen, die am 1. März 1974 stattfand, wurde die zuvor selbständige Gemeinde Rössing in die Gemeinde Nordstemmen eingegliedert.
Im Jahr 2000 feierte der Ort sein Jubiläum „1150 Jahre Rössing“.

## Politik

### Ortsrat
Der Ortsrat von Rössing setzt sich aus sieben Ratsmitgliedern zusammen. Im Ortsrat befinden sich zusätzlich drei beratende Mitglieder (2 CDU, 1 FDP).
- CDU: 4 Sitze
- SPD: 3 Sitze

(Stand: Kommunalwahl 12. September 2021)

### Ortsbürgermeister
Der Ortsbürgermeister ist Wolfgang Scholz (CDU). Seine Stellvertreter sind Julia Kantack (parteilos) und Bernd Könneke (SPD).

### Wappen
| Wappen von Rössing | Blasonierung: „In Silber über erhöhtem, abgerundetem, goldenem Schildfuß – darin ein von Rot über Blau schräglinks geteilter Schild, bedeckt mit einem gekrönten rotbewehrten und bezungten goldenen Löwen – drei grüne nebeneinanderstehende Eichen.“     |
| Wappen von Rössing | Wappenbegründung: Das Wappen von Rössing zeigt im oberen Teil die drei alten Eichen am Dorfteich, die die Rössinger als ihr Wahrzeichen betrachten. Im unteren Teil zeigt das Wappen den Goldenen Löwen aus dem Familienwappen der Freiherren von Rössing. |

## Kultur und Sehenswürdigkeiten

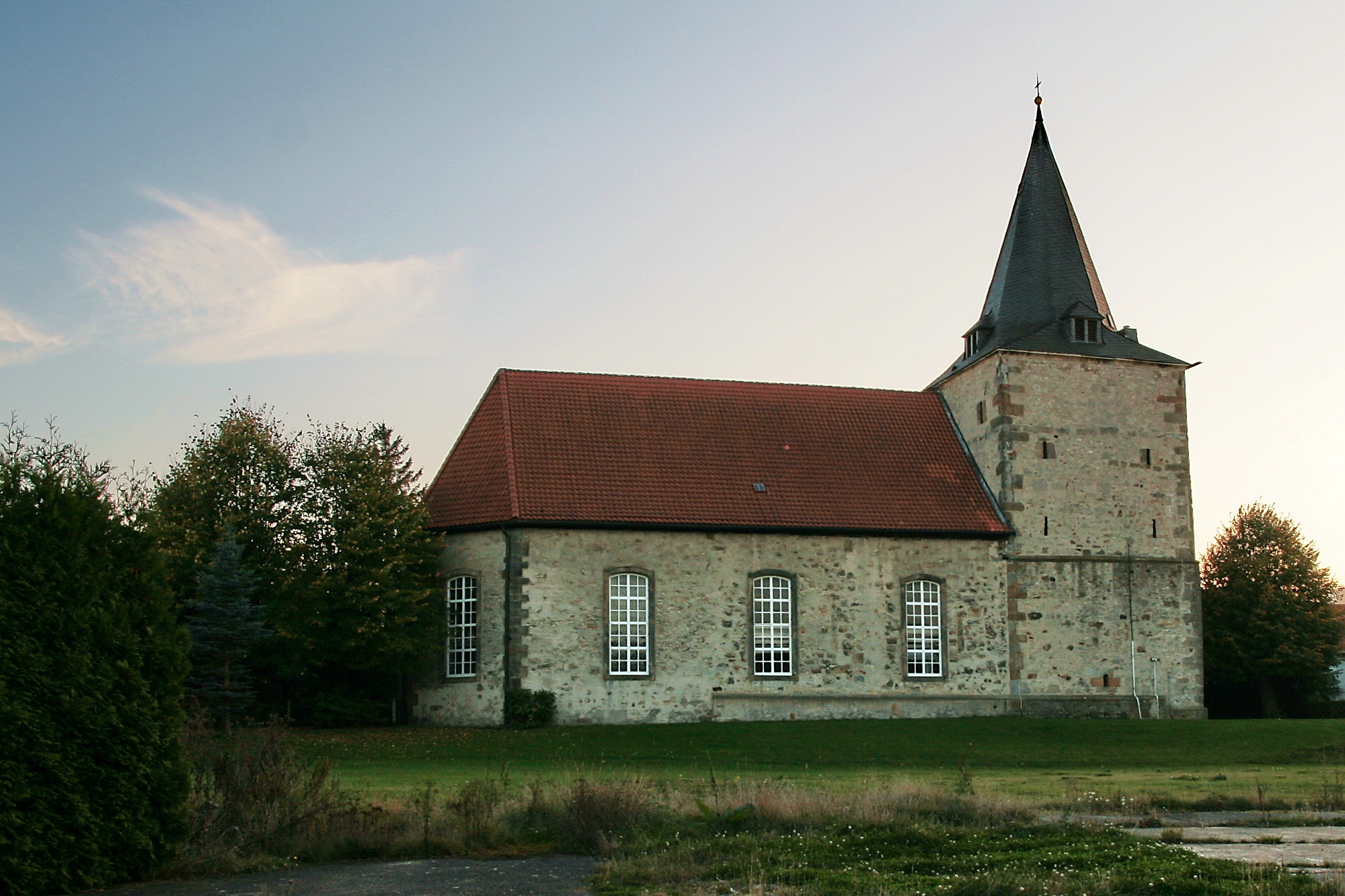
Peter-und-Paul-Kirche

### Bauwerke
- Das Wasserschloss Rössing wurde von Ludolph von Rössing auf der zerstörten Burg als doppelgeschossiges Fachwerkgebäude der Renaissance errichtet und 1589 vollendet.
- Die ev.-luth. Peter-und-Paul-Kirche wurde 1298 errichtet. Im Jahr 1755 wurde sie zur Saalkirche umgebaut und erweitert.
- Ebenfalls zur Kirchengemeinde gehört das Pfarrhaus, ein altes Fachwerkhaus, das 1769/1770 erbaut wurde.
- Nachdem die alte Schule 1987 geschlossen worden war, baute man sie zum Dorfgemeinschaftshaus um.
- Dicht am Schloss steht die ehemalige Wassermühle und ein Wehr.
- Sehenswert sind auch die vielen alten Hofanlagen und die Rittergüter im Ort.

### Sport
Der größte Sportverein ist die VSV Rössing von 1897 mit den Sparten Fußball, Turnen, Wandern, Tischtennis, Volleyball und Leichtathletik.

### Regelmäßige Veranstaltungen
Unter dem Motto „Unsere Zukunft gemeinsam gestalten“ wurde in Rössing eine Bürgerstiftung ins Leben gerufen, die sich zum Ziel gesetzt hat, Menschen zu aktivieren, die sich mit Freude am Gemeinsinn für ihr Dorf einsetzen wollen.
Alle drei Jahre findet das Dorfgemeinschaftsfest statt. Feste Termine im Ort sind das Osterfeuer am Samstag vor Ostern, die Maibaumfeier am 1. Mai, der Gottesdienst „unter den Eichen“, die Grenzwanderung, das Seefest, der Laternenumzug oder der Weihnachtsmarkt.

## Wirtschaft und Infrastruktur

### Bildung
Die Rössinger Grundschule wurde 1987 geschlossen, seitdem besuchen die Kinder die Grundschule in Barnten. Die Haupt- und Realschule können die Rössinger Kinder in Nordstemmen besuchen.
Der 1994 errichtete Peter und Paul Kindergarten ist der gleichnamigen Kirchengemeinde zugehörig.

### Verkehr
Die Bahnstrecke Hannover–Göttingen gehörte im Jahr 2015 mit bis zu 240 Zügen der Deutschen Bahn täglich zu den am stärksten befahrenen Bahnstrecken in Niedersachsen. Die Strecke führt am westlichen Rand des Ortes entlang, wo auch eine Verbindungskurve zur Bahnstrecke Lehrte–Nordstemmen abzweigt. Die nächstgelegene Bahnstation befindet sich in Barnten. Unweit östlich der Ortschaft verläuft die Schnellfahrstrecke Hannover–Würzburg.

## Persönlichkeiten

### Söhne und Töchter des Ortes
- Georg Christoph Conradi (1767–1798), praktischer Arzt/Mediziner
- Fernande Richter (1861–1942), deutsch-amerikanische Schriftstellerin
- Fritz Rodewald (1939–2009), Bundesvorstandsmitglied der Lehrergewerkschaft GEW
- Rita Pawelski (* 1948), Politikerin (CDU) und ehemaliges Mitglied des Deutschen Bundestages
- Alexander Freiherr von Rössing und von Hugo (1960–2017), gründete zusammen mit seiner Frau Tita Freifrau von Rössing und von Hugo die Stiftung für schwerstmehrfachbehinderte Kinder und unterstützte die Stiftung „MEHRSi“ (Mehr Sicherheit für Biker)

### Personen, die mit dem Ort in Verbindung stehen
- Friedrich Brandis (1775–1854), Pastor, lutherischer Theologe, Konsistorialrat und Generalsuperintendent der Generaldiözesen Hildesheim und Calenberg
- Alexander Ernst August Thomas Freiherr von Rössing (1818–1906), Gutsbesitzer, Landrat und Mitglied des Reichstages des Norddeutschen Bundes
- Axel Barner (1955–2023), Lehrer, Literaturwissenschaftler und Schriftsteller